# Photinia oblongifolia
Photinia oblongifolia är en rosväxtart som beskrevs av Paul Carpenter Standley. Photinia oblongifolia ingår i släktet Photinia och familjen rosväxter. Inga underarter finns listade i Catalogue of Life.